# Oscil·lador Hartley
L'oscil·lador Hartley és un circuit electrònic basat en un oscil·lador LC. Es tracta d'un oscil·lador d'alta freqüència que ha d'obtenir a la seva sortida un senyal de freqüència determinada sense que hi hagi una entrada.

## Estructura

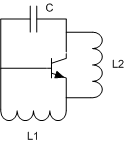
Oscil·lador Hartley

El circuit bàsic usant un transistor bipolar, considerant només el circuit d'oscil·lació, consta d'un condensador entre la base i el col·lector (C) i dos bobines (L1 i L2) entre l'emissor i la base i el col·lector respectivament. La càrrega es pot posar entre el col·lector i L2.
En aquest tipus d'oscil·ladors, en lloc de L1 i L2 per separat, se sol utilitzar una bobina amb presa intermèdia.
Per poder ajustar la freqüència a la que el circuit oscil, es pot usar un condensador variable, com succeeix en la gran majoria de les ràdios que fan servir aquest oscil·lador, o bé canviant la relació entre L1 i L2 variant una d'elles com en els receptors Collins, a aquesta última tècnica se l'anomena "sintonia per permeabilitat".
El circuit de polarització es dissenya de tal manera que afecti el menys possible al circuit d'oscil·lació, per a això es poden utilitzar condensadors de desacoblament, xocs de radiofreqüència, etc. Aquesta és la raó per la qual en la imatge no es dibuixen.

## Anàlisi
A partir dels criteris de Barkhausen i del model equivalent de paràmetres h del transistor es poden obtenir les següents expressions que descriuen el comportament d'un oscil·lador Hartley:
Freqüència d'oscil·lació:
{\displaystyle W_{o}={\frac {1}{\sqrt {C*(L1+L2)}}}}
{\displaystyle F_{o}={\frac {1}{2\pi {\sqrt {C*(L1+L2)}}}}}
Condició arrencada:
- Si el transistor utilitzat és un BJT:

{\displaystyle H_{f}e>{\frac {L_{1}}{L_{2}}}}
- Si el transistor utilitzat és un FET:

{\displaystyle Gm>0}

## Característiques
Avantatges:
- Pot tenir fàcilment una freqüència variable.
- Amplitud de sortida constant.

Desavantatges:
- Gran contingut en harmònics.
- No obté una ona sinusoidal pura.